# Prostitutiegebieden in Amsterdam

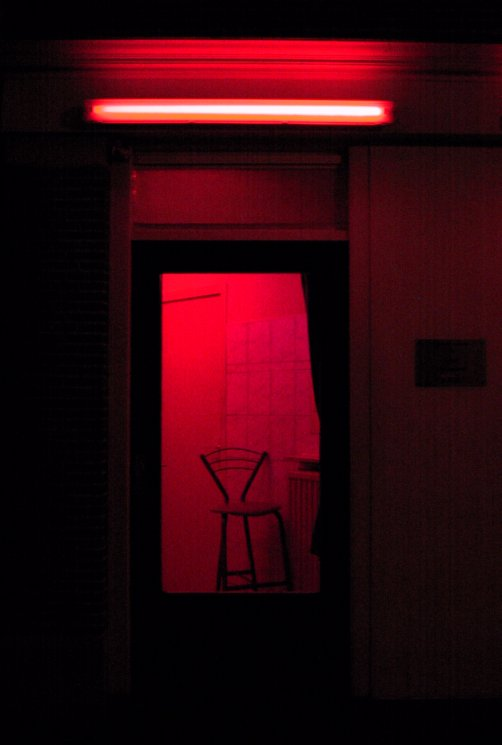
Walletjes

Dit artikel gaat over prostitutiegebieden in de Nederlandse stad Amsterdam.

## Raamprostitutie
Amsterdam kent drie afzonderlijke raamprostitutiegebieden:
- De Wallen, het grootste en populairste prostitutiegebied met raamprostitutie, dat veel door toeristen wordt bezocht.
- In het Singelgebied vindt raamprostitutie plaats in: Korte Kolksteeg, Spuistraat, Oude Nieuwstraat, Korte Korsjespoortsteeg, Singel en Bergstraat. Tezamen zo’n 50 ramen.[1]
- de Ruysdaelkade in De Pijp, het kleinste gebied. Onderzoekers van de Universiteit van Amsterdam in 2005 en NRC Handelsblad in 2010 melden ook raamprostitutie aan de Hobbemakade.[2][3]

## Tippelprostitutie
In 1996 opende de gemeente Amsterdam, net als eerder al de gemeentes Den Haag, Rotterdam en Utrecht, een tippelzone, vermoedelijk om overlast te verminderen, misschien ook om de veiligheid en werkomstandigheden van de prostituees te verbeteren. De zone functioneerde vanaf het begin slecht en werd eind 2003 gesloten.

## Toekomstig erotisch centrum
De gemeente heeft plannen voor een nieuw gebouw met daarin een erotisch centrum. Dit zou een deel van de raamprostitutie in het Wallengebied kunnen gaan vervangen. Op 18 december 2023 maakte burgemeester Halsema bekend dat er voorkeur is voor een locatie aan de Europaboulevard, tussen station Amsterdam RAI, de A10-zuid en het Amstelpark.